# Abdallah Guennoun
Abdallah Guennoun (Fes, Marokko 16 september 1908 - Tanger, Marokko 9 juli 1989) was een bekende en invloedrijke Marokkaanse essayist. In 1927 en 1928 schreef hij zijn bekende boek genaamd An Nubûgh Al Maghribi ("The genius of Morocco"), waar hij de uitmuntendheid van de Marokkaanse literatuur en filosofie beoordeelt.
Guennoun gaf les aan de universiteiten van Cairo, Damascus, Baghdad en Amman.

## Over Guennoun
- CHAYBI, Ahmed. Al-Dirâsa al `adabiyya fî al-Magrib: Al-ustâdh `Abd`allâh Kanűn numudhadj,

Tánger: Madrasa al-Malik Fahd al-Uliyâ li-l-Tardjuma, 1991.
- HABABI, Fatima al-Djamiya al. Abd allâh Kanűn, Mohammedia: Mat:ba`a Fadhâla, 1991.

Abstract: Abdallah Guennun. Estudio biográfico y literario.
- HABABI, Fatima al-Djamiya al. Abd allâh Kanűn, Casablanca: Mu`asasas Űnâ, 1997.